# Oliveira Fortes
Oliveira Fortes este un oraș în Minas Gerais (MG), Brazilia.